# Herbertia amatorum
Herbertia amatorum är en irisväxtart som beskrevs av Charles Henry Wright. Herbertia amatorum ingår i släktet Herbertia och familjen irisväxter. Inga underarter finns listade i Catalogue of Life.